# Mauricio Giganti
Mauricio Giganti (sinh ngày 6 tháng 11 năm 1976) là một cựu cầu thủ và huấn luyện viên bóng đá người Argentina. Ông từng thi đấu cho các câu lạc bộ của Argentina, Chile, Costa Rica và Việt Nam.